# Råholmen, Stora Värtan

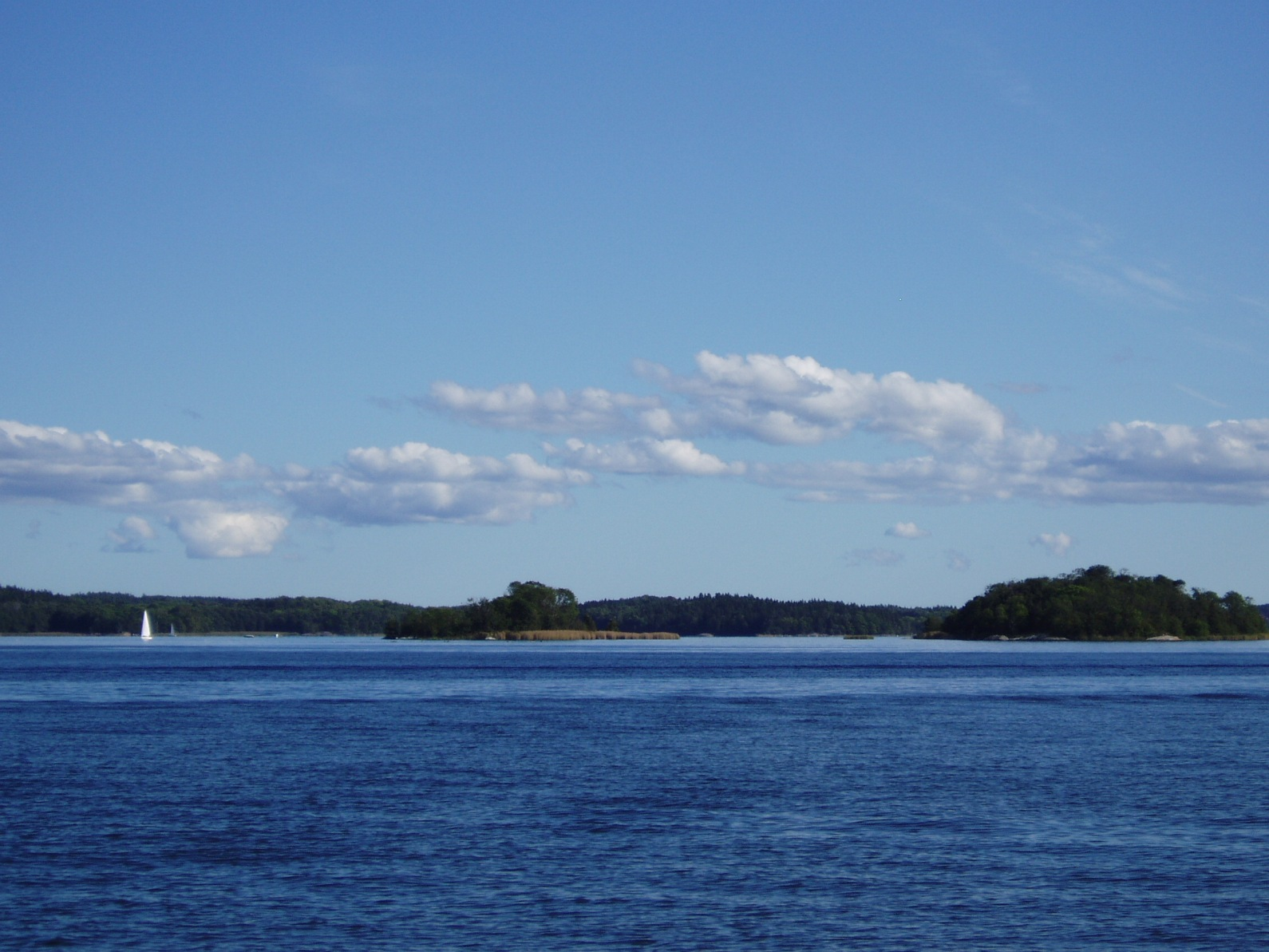
Råholmen syns nästan i bildens mitt.

Råholmen är en liten obebodd holme i Stora Värtan i Stockholms innersta skärgård. Holmen ligger tillsammans med flera andra små öar, bland dem Stora Skraggen, Lilla Skraggen, Limpholmarna, Västerskär, Svalnäsholmen, och Storholmen, norr om Lidingö och utanför Djursholm. På Råholmen möts gränserna för Danderyds, Täby, Vaxholms och Österåkers kommuner.
Råholmen är ett fågelskyddsområde med tillträdesförbud april–juli. Delar av ön ingår i Bogesundslandets naturreservat (i Vaxholms kommun) och Öarna i Stora Värtans naturreservat (i Danderyds kommun).